# Associació de Futbol de Sèrbia
L'Associació de Futbol de Sèrbia (en serbi: Фудбалски савез Србије / Fudbalski Savez Srbije o ФСС/FSS) dirigeix el futbol a Sèrbia.
És l'encarregada d'organitzar la Lliga sèrbia de futbol, les lligues amateurs, la Copa sèrbia de futbol i la Selecció de futbol de Sèrbia. Té la seu a Belgrad. Reemplaçà l'Associació de Futbol de Iugoslàvia, que havia estat fundada el 1919 a Zagreb i l'Associació de Futbol de Sèrbia i Montenegro el 2006.

## Presidents
- Miljan Miljanić ??? - Març 2001
- Dragan Stojković Març 2001 - Juny 2005
- Tomislav Karadžić Juny 2005 - Juliol 2006
- Zvezdan Terzić Juliol 2006 - Març 2008
- Tomislav Karadžić Març 2008 - Present